# シーラ・シャーウッド
シーラ・シャーウッド（Sheila Sherwood、1945年10月22日- ）は、イギリスの女子上競技選手。走幅跳の選手として活躍。オリンピックには1964年東京オリンピックから3大会連続出場し、1968年メキシコシティーオリンピックでは銀メダルを獲得。イングランド中北部サウス・ヨークシャー、シェフィールド出身。

## 経歴
パーキン（旧姓）は16歳だった1962年のときに、走幅跳で英国の学生記録を樹立した。この活躍により同年のポーランドとの対抗戦の英国代表として選出された。同大会では、前世界記録保持者で、メルボルンオリンピック金メダル、ローマでも銀メダルを獲得していたエルジュビェタ・クシェシンスカに2cmまで迫る記録で2位となり一気に世間の注目を浴びるようになった。同年にはヨーロッパ選手権とコモンウェルスゲームズにも出場しているが、ヨーロッパ選手権では12位、コモンウェルスゲームズでは5位に終わっている。
しかしその後のパーキンはさほど記録の向上が見られなかった。また同じ英国にいたマリー・ランドという大選手の陰に隠れがちであった、パーキンは、初めてのオリンピックとなった東京大会で13位という結果に終わった。（ランドは金メダル）しかし、パーキンは東京で同じ英国代表のハードラーのジョン・シャーウッドと出会う。2人は3年後に結婚するが、2人が出会って以降、シャーウッドの記録はどんどん向上していく。1966年のコモンウェルスゲームズではランドに次いで銀メダル。そして、1968年のメキシコシティーオリンピックでは、自己ベストの6m68でルーマニアのビオリカ・ビスコポレアヌに次いで銀メダルを獲得した。
1970年のコモンウェルスゲームズでは6m73と自己ベストを更新しついに優勝を果たす。しかし、シャーウッドはその後、背中を痛め競技力は下降線をたどっていく。1972年ミュンヘンオリンピックに3大会連続の代表として出場したものの9位と惨敗。1974年のコモンウェルスゲームズで7位に終わり現役を引退した。
シャーウッドはその後、故郷のシェフィールドの中学高校で体育教師となった。

## 自己ベスト
- 走幅跳 - 6m73 (1970年)

## 主な実績
| 年   | 大会                   | 場所                                 | 種目   | 結果 | 記録  |
| ---- | ---------------------- | ------------------------------------ | ------ | ---- | ----- |
| 1962 | コモンウェルスゲームズ | パース(オーストラリア)               | 走幅跳 | 5位  | -     |
| 1964 | オリンピック           | 東京(日本)                           | 走幅跳 | 13位 | 6m 04 |
| 1966 | コモンウェルスゲームズ | キングストン(ジャマイカ)             | 走幅跳 | 2位  | 6m30  |
| 1966 | ヨーロッパ陸上選手権   | ブダペスト(ハンガリー)               | 走幅跳 | 7位  | 6m 30 |
| 1967 | ユニバーシアード       | 東京(日本)                           | 走幅跳 | 1位  | 6m 32 |
| 1968 | オリンピック           | メキシコシティ(メキシコ)             | 走幅跳 | 2位  | 6m 68 |
| 1970 | コモンウェルスゲームズ | エジンバラ(スコットランド)           | 走幅跳 | 1位  | 6m 73 |
| 1971 | ヨーロッパ陸上選手権   | ヘルシンキ(フィンランド)             | 走幅跳 | 4位  | 6m 62 |
| 1972 | オリンピック           | ミュンヘン(西ドイツ)                 | 走幅跳 | 9位  | -     |
| 1974 | コモンウェルスゲームズ | クライストチャーチ(ニュージーランド) | 走幅跳 | 7位  | -     |